# Casafranca
Casafranca település Spanyolországban, Salamanca tartományban. Casafranca Los Santos, Endrinal, Frades de la Sierra, Guijuelo és Fuenterroble de Salvatierra községekkel határos. Lakosainak száma 68 fő (2024).

## Népesség
A település népessége az elmúlt években az alábbi módon változott:
| Lakosok száma | 81   | 84   | 76   | 78   | 73   | 70   | 70   | 65   | 59   | 68   |
|               | 2001 | 2004 | 2007 | 2009 | 2012 | 2014 | 2017 | 2019 | 2022 | 2024 |